# Reina Valera Gómez

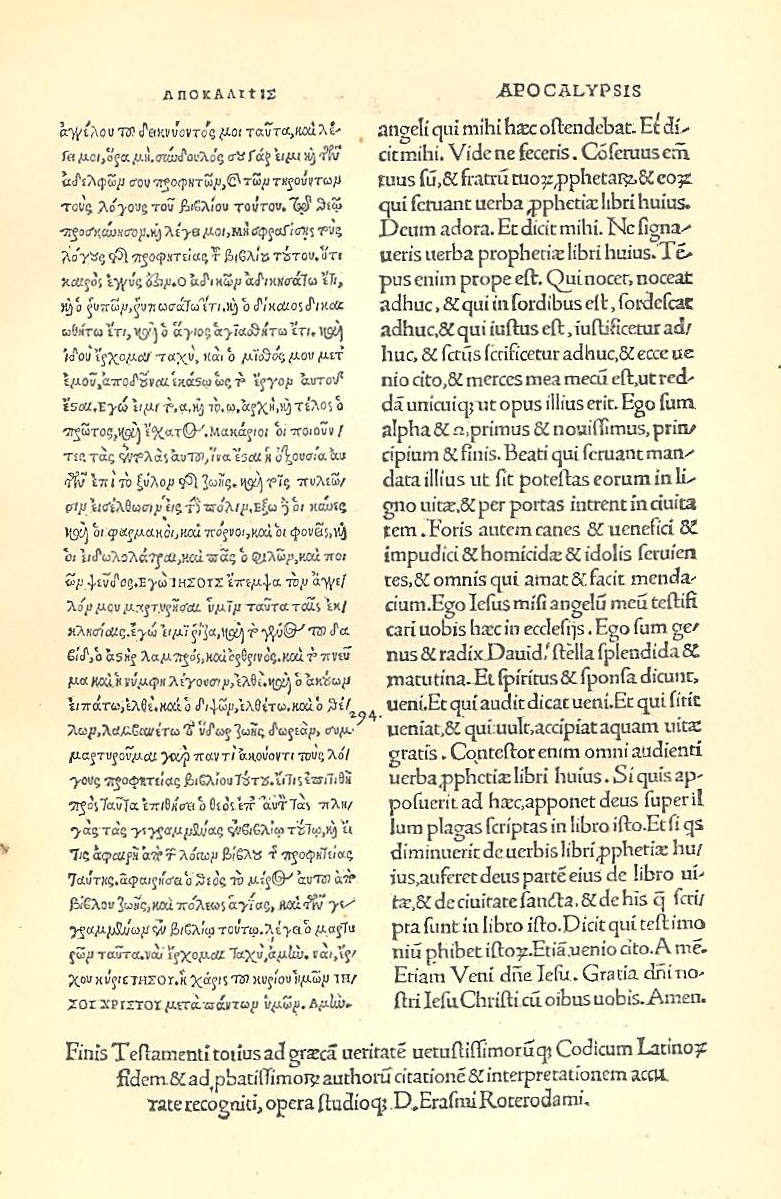
Texto Recibido (Textus Receptus) del Nuevo Testamento, compilado por Erasmo de Róterdam y utilizado en la Reina Valera Gómez.

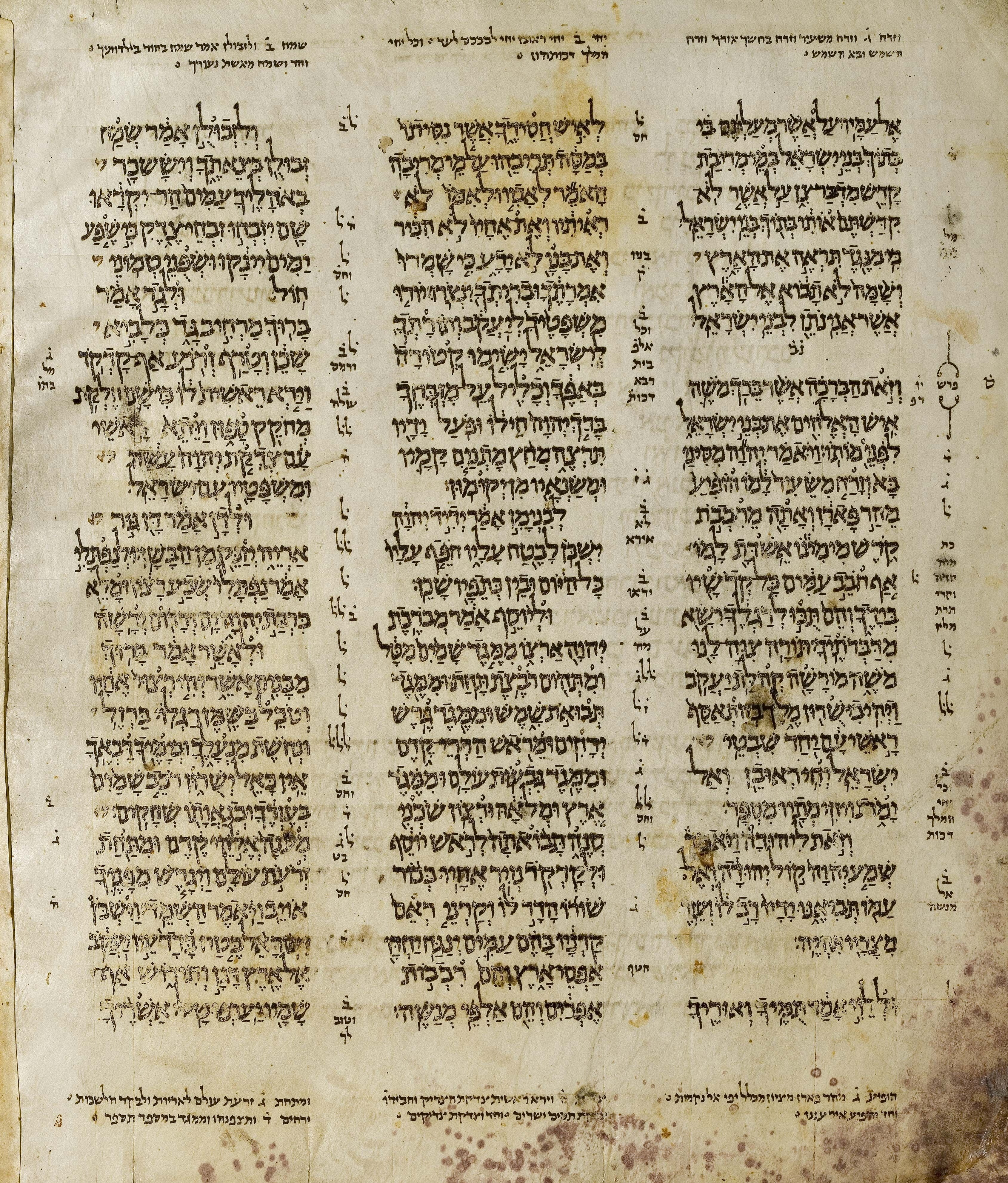
Texto Masorético del Antiguo Testamento utilizado en la Reina Valera Gómez.

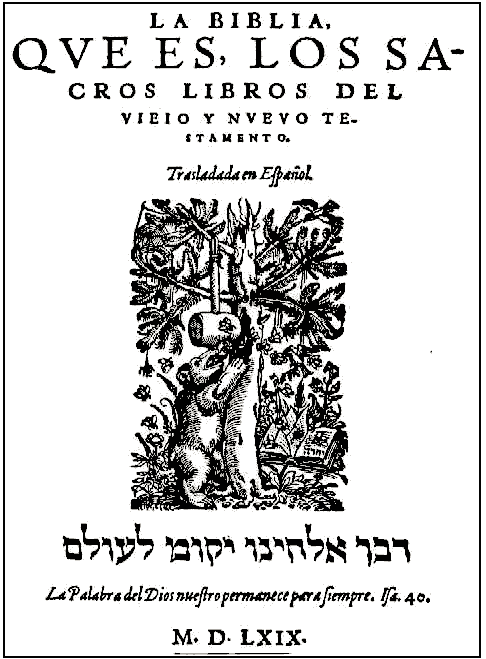
Primera página de la Biblia del Oso, traducción al castellano de Casiodoro de Reyna, en Basilea, 1569.

La Biblia Reina Valera Gómez es una revisión de la traducción de la Biblia española conocida como Reina Valera. Su revisor principal o coordinador es el Dr. Humberto Gómez Caballero, quien se denomina Bautista Fundamental Independiente. Esta revisión basada en la Reina Valera en su versión de 1909, tiene la particularidad de basarse exclusivamente en el Texto Recibido (Textus Receptus) griego para el Nuevo Testamento y en el Texto Masorético hebreo para el Antiguo Testamento, los cuales fueron utilizados por Casiodoro de Reina en su traducción original.

## Características
El método de traducción es de equivalencia formal, el cual mantiene las clases gramaticales del original en la traducción: palabra por palabra, verbo por verbo, sustantivo por sustantivo, etc. Las palabras que son consideradas necesarias para la claridad del texto y que son añadidas a la traducción sin estar presentes en el texto original, son marcadas en itálicas. Los títulos y subtítulos añadidos en la versión Reina Valera de 1960, no fueron añadidos a esta versión.
Aunque para esta revisión, además del Texto Recibido, el Texto Masorético y la Reina Valera 1909, se ha consultado la Biblia King James en inglés, el nombre "Jehová" como Nombre de Dios en el Antiguo Testamento se ha conservado, palabra que en la King James en inglés es sustituida por la palabra "Señor".

## Historia
La Reina-Valera original fue trabajo de Casiodoro de Reina (1569) y Cipriano de Valera (1602). Valera hizo la primera revisión de la 'Biblia del Oso' con el fin de quitar "todo lo añadido de los 70 intérpretes, o de la Vulgata, que no se halla en el texto Hebreo" (Exhortación al Lector, Santa Biblia 1602).En referencia a los libros deuterocanonicos del Antiguo Testamento. Los revisores de las Reina-Valera de 1862, 1909, y 1960 realizaron cambios en el texto conforme a la influencia de los manuscritos alejandrinos, tales como los códices: códice vaticano, códice sinaítico, y códice alejandrino entre otros.[cita requerida]
Humberto Gómez Caballero, de Matamoros, México, comenzó en los años 1990 a editar el texto de la Reina-Valera 1909 según lo que observaba en la Biblia KJV, el Texto Recibido, y el Texto Masorético.  En ese sentido esta revisión se alinea a la ideología denominada "solo King James" y que considera que Dios ha preservado perfectamente su Palabra en el idioma inglés en esa versión. En 2004 la primera edición de la RVG fue publicada para distribución entre pastores, misioneros y hermanos hispanohablantes, con el fin de evaluar los cambios y corregir lo que se estimaba carente. A la fecha se han impreso una edición más.
Algunas otras personas han estado involucradas en esta revisión. El Dr. D. A. Waite, conocido proponente de la ideología de "solo King James" ha sido de fundamental apoyo para esta obra. Rex Cobb, otro proponente de esta ideología, director de una organización llamada "Traductores Bautistas de la Biblia" (que está trabajando en la traducción de la Biblia a un idioma indígena de México) también avala la obra de la Reina-Valera-Gómez.
La mayoría de las iglesias evangélicas continúa utilizando la versión Reina-Valera de 1960. Un porcentaje creciente ha estado haciendo uso de traducciones modernas y representativas de los textos críticos como la Nueva Versión Internacional.

## Comparación entre traducciones
Algunos versículos ilustrativos de las diferencias entre las traducciones más populares:
Daniel 3:25
- "Respondió él y dijo: He aquí yo veo cuatro varones sueltos, que se pasean en medio del fuego, y ningún daño hay en ellos; y el parecer del cuarto es semejante al Hijo de Dios." (Reina Valera Gómez)
- "Y él dijo: He aquí yo veo cuatro varones sueltos, que se pasean en medio del fuego sin sufrir ningún daño; y el aspecto del cuarto es semejante a hijo de los dioses." (Reina Valera 1960)
- "¡Pues miren! —exclamó—. Allí en el fuego veo a cuatro hombres, sin ataduras y sin daño alguno, ¡y el cuarto tiene la apariencia de un dios!" (Nueva Versión Internacional)

Juan 12:47
- "Y si alguno oye mis palabras, y no cree, yo no le juzgo; porque no vine para juzgar al mundo, sino para salvar al mundo." Reina Valera Gómez
- "Al que oye mis palabras, y no las guarda, yo no le juzgo; porque no he venido a juzgar al mundo, sino a salvar al mundo." Reina Valera 1960
- "Si alguno escucha mis palabras, pero no las obedece, no seré yo quien lo juzgue; pues no vine a juzgar al mundo, sino a salvarlo." Nueva Versión Internacional

Mateo 17:20
- "Y Jesús les dijo: Por vuestra incredulidad; porque de cierto os digo, que si tuviereis fe como un grano de mostaza, diréis a este monte: Pásate de aquí allá, y se pasará; y nada os será imposible." Reina Valera Gómez
- "Jesús les dijo: Por vuestra poca fe; porque de cierto os digo, que si tuviereis fe como un grano de mostaza, diréis a este monte: Pásate de aquí allá, y se pasará; y nada os será imposible." Reina Valera 1960
- "―Por la poca fe que tienen —les respondió—. Les aseguro que, si tienen fe tan pequeña como un grano de mostaza, podrán decirle a esta montaña: “Trasládate de aquí para allá”, y se trasladaría. Para ustedes nada sería imposible" Nueva Versión Internacional

Lucas 2:22
- "Y cuando se cumplieron los días de la purificación de ella, conforme a la ley de Moisés, le trajeron a Jerusalén para presentarle al Señor" Reina Valera Gómez
- "Y cuando se cumplieron los días de la purificación de ellos, conforme a la ley de Moisés, le trajeron a Jerusalén para presentarle al Señor" Reina Valera 1960
- "Así mismo, cuando se cumplió el tiempo en que, según la ley de Moisés, ellos debían purificarse, José y María llevaron al niño a Jerusalén para presentarlo al Señor." Nueva Versión Internacional

Mateo 5:22
- "Mas yo os digo que cualquiera que sin razón se enojare contra su hermano, estará en peligro del juicio; y cualquiera que dijere a su hermano: Raca, estará en peligro del concilio; y cualquiera que le dijere: Fatuo, estará expuesto al infierno de fuego." Reina Valera Gómez
- "Pero yo os digo que cualquiera que se enoje contra su hermano, será culpable de juicio; y cualquiera que diga: Necio, a su hermano, será culpable ante el concilio; y cualquiera que le diga: Fatuo, quedará expuesto al infierno de fuego." Reina Valera 1960
- "Pero yo les digo que todo el que se enoje con su hermano quedará sujeto al juicio del tribunal. Es más, cualquiera que insulte[b] a su hermano quedará sujeto al juicio del Consejo. Y cualquiera que lo maldiga quedará sujeto al fuego del infierno" Nueva Versión Internacional

Salmos 104:4
- "El que hace a sus ángeles espíritus, sus ministros fuego flameante." Reina Valera Gómez
- "El que hace a los vientos sus mensajeros, y a las flamas de fuego sus ministros." Reina Valera 1960
- "Haces de los vientos tus mensajeros, y de las llamas de fuego tus servidores." Nueva Versión Internacional

Hebreos 2:16
- "Porque ciertamente no tomó [para sí la naturaleza de] los ángeles, sino que tomó la de la simiente de Abraham." Reina Valera Gómez
- "Porque ciertamente no socorrió a los ángeles, sino que socorrió a la descendencia de Abraham." Reina Valera 1960
- "Pues, ciertamente, no vino en auxilio de los ángeles, sino de los descendientes de Abraham." Nueva Versión Internacional

## Versículos excluidos de otras traducciones
Los siguientes versículos se encuentran en el Textus Receptus, y por tanto en la Reina Valera Gómez, pero fueron excluidos de todas las traducciones modernas de la Biblia española, entre las cuales se encuentra la llamada Nueva Versión Internacional:
- - Mateo 17:21 "Pero este género no sale sino por oración y ayuno."
  - Mateo 18:11 "Porque el Hijo del Hombre vino a salvar lo que se había perdido."
  - Mateo 23:14 "¡Ay de vosotros, escribas y fariseos, hipócritas! porque devoráis las casas de las viudas, y por pretexto, hacéis largas oraciones; por tanto llevaréis mayor condenación."
  - Marcos 7:16 "Si alguno tiene oídos para oír, oiga."
  - Marcos 9:44 y 46 "donde el gusano de ellos no muere, y el fuego nunca se apaga."
  - Marcos 11:26 "Porque si vosotros no perdonáis, tampoco vuestro Padre que está en el cielo os perdonará vuestras ofensas."
  - Marcos 15:28 "Y se cumplió la Escritura que dice: Y con los transgresores fue contado."
  - Lucas 17:36 "Dos estarán en el campo; el uno será tomado, y el otro dejado."
  - Hechos 15:34 "Mas a Silas le pareció bien el quedarse allí aún."
  - Hechos 28:29 "Y habiendo dicho esto, los judíos salieron, teniendo gran discusión entre sí."